# خايمي الأول ملك أراغون
خايمي الأول أو خايمي الفاتح (بالقطلونية: Jaume el Conqueridor، وبالأراغونية: Chaime lo Conqueridor، وبالقسطانية: Jacme lo Conquistaire، وبالإسبانية: Jaime el Conquistador) ـ (2 فبراير 1208 ـ 27 يوليو 1276) هو ملك أراغون وبلنسية وميورقة، وكونت برشلونة وسيد مونبلييه لحقبة طويلة امتدت من سنة 1213 إلى سنة 1276 م.
تولى خايمي الأول الحكم طفلًا، وتوسعت مملكة أراغون في عهده في جميع الاتجاهات، فضمت بلنسية جنوبًا، ولانغيدوك شمالًا، وجزر البليار إلى الشرق، كما عقد مع لويس التاسع ملك فرنسا معاهدة فصل بموجبها كونتية برشلونة عن السيادة الاسمية لفرنسا وضمها إلى تاجه. كان له دور بارز فيما سمي بحروب الاسترداد الإسبانية في الأراضي الإسبانية الواقعة على البحر المتوسط، ضاهى به الدور الذي كان يقوم به معاصره فرناندو الثالث ملك قشتالة في منطقة الأندلس. كان له دور بارز في رعاية وتشجيع اللغة والأدب القطلونيين في عصره، وتعهد بالرعاية جامعة مونبلييه.

## روابط خارجية
- خايمي الأول ملك أراغون على موقع الموسوعة البريطانية (الإنجليزية)
- خايمي الأول ملك أراغون على موقع إن إن دي بي (الإنجليزية)